# Савольщина
Савольщина (фин. Savolssina) — деревня в  Лопухинском сельском поселении Ломоносовского района Ленинградской области.

## История
На карте Ингерманландии А. И. Бергенгейма, составленной по шведским материалам 1676 года, обозначена деревня Sawolsina.
На шведской «Генеральной карте провинции Ингерманландии» 1704 года — три деревни Sawolsina bÿ.
Три безымянные деревни нанесены на «Географическом чертеже Ижорской земли» Адриана Шонбека 1705 года.
Деревни Саволшино, Среднее Саволшино и мыза Нижнее Саволшино упомянуты на карте Ингерманландии А. Ростовцева 1727 года.
Деревня Савольщино упоминается на карте Санкт-Петербургской губернии Я. Ф. Шмидта 1770 года.
Мыза Савольщинская нанесена на карте Санкт-Петербургской губернии 1792 года А. М. Вильбрехта.
Согласно 6-й ревизии 1811 года мыза и деревня Савольщино принадлежали надворному советнику Ф. Л. Елагину.
На карте Санкт-Петербургской губернии Ф. Ф. Шуберта 1834 года обозначена деревня Савольшина, состоящая из 33 крестьянских дворов дворов.

САВОЛЬЩИНА — деревня принадлежит вдове генерала от инфантерии Раевской и сестре её девице Константиновой, число жителей по ревизии: 45 м. п., 52 ж. п.; 

САВОЛЬЩИНА — мыза и деревня принадлежат майорше Леваневой, число жителей по ревизии: 62 м. п., 63 ж. п.;

САВОЛЬЩИНА — мыза и деревня принадлежат жене чиновника 4-го класса Брем, число жителей по ревизии: 47 м. п., 49 ж. п.; (1838 год)

В пояснительном тексте к этнографической карте Санкт-Петербургской губернии П. И. Кёппена 1849 года она записана как деревня Sawolsina (Савольщина) и указано количество её жителей на 1848 год: савакотов — 27 м. п., 15 ж. п., всего 42 человека, эвремейсов — 18 м. п., 3 ж. п., всего 21 человек, ижоры — 25 м. п., 28 ж. п., всего 53 человека, русских — 159 человек. Ижоры и русские относились к православному Медушскому Троицкому приходу, ингерманландцы — к лютеранскому приходу Серепетта.
Согласно 9-й ревизии 1850 года одна деревня Савальщина принадлежала помещице Ульяне Ивановне Брем, вторая деревня Савальщина принадлежала помещице Луизе Абрамовне Кисляковой.
Деревня Савольшина из 35 дворов отмечена на карте профессора С. С. Куторги 1852 года.

САВОЛЬЩИНА — деревня госпожи Орловой, по просёлочной дороге, число дворов — 6, число душ — 33 м. п.

САВОЛЬЩИНА — деревня госпожи Кисляковой, по просёлочной дороге, число дворов — 8, число душ — 39 м. п.

САВОЛЬЩИНА — деревня господина Брема, по просёлочной дороге, число дворов — 8, число душ — 42 м. п.

САВОЛЬЩИНА — деревня полковника Крейтера, по просёлочной дороге, число дворов — 3, число душ — 9 м. п. (1856 год) 

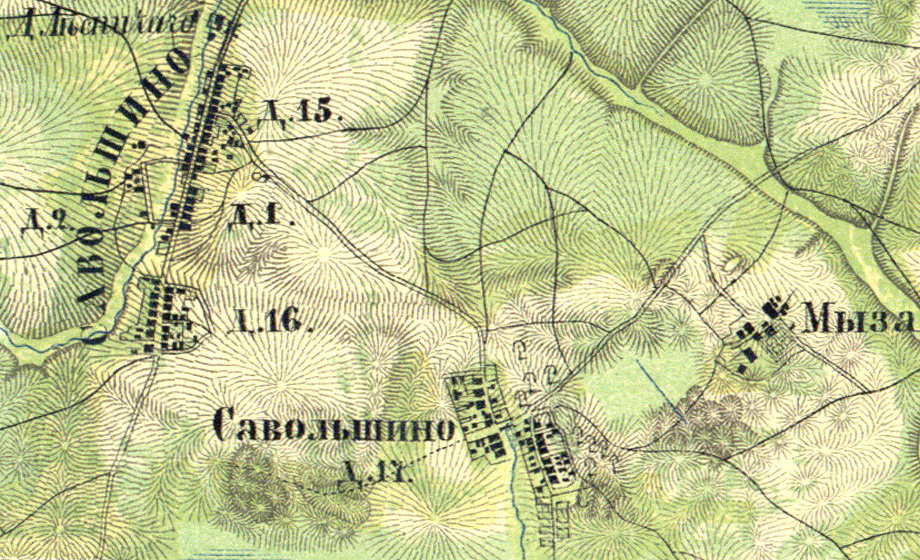
План деревни Савольщина. 1860 год

Согласно «Топографической карте частей Санкт-Петербургской и Выборгской губерний» в 1860 году деревня называлась Савольшино и состояла из нескольких частей, насчитывающих в общей сложности 51 двор. В северной части деревни находился дом лесничего. К востоку и к северу от неё находились две мызы.

САВОЛЬЩИНА — мыза владельческая при пруде, число дворов — 1, число жителей: 3 м. п., 3 ж. п. 

САВОЛЬЩИНА — деревня владельческая при пруде, число дворов — 19, число жителей: 42 м. п., 54 ж. п. 

САВОЛЬЩИНА — деревня владельческая при колодце, число дворов — 16, число жителей: 53 м. п., 51 ж. п. 

САВОЛЬЩИНА — мыза владельческая при ручье безымянном, число дворов — 1, число жителей: 1 м. п., 3 ж. п. 

САВОЛЬЩИНА — деревня владельческая при ручье безымянном, число дворов — 18, число жителей: 41 м. п., 46 ж. п. (1862 год)

В 1864 году временнообязанные крестьяне деревни выкупили свои земельные наделы у Н. К. Брема и стали собственниками земли.
В 1865 году временнообязанные крестьяне выкупили свои земельные наделы у Н. Г. Глухова.
В 1864—1882 годах были выкуплены земельные наделы у Ф. К. фон Цеймерна.
В 1885 году деревня называлась Совольщина и насчитывала 17 дворов.
Согласно материалам по статистике народного хозяйства Петергофского уезда 1887 года одна мыза Савольщино площадью 426 десятин принадлежала подполковнику А. Н. Брему, она была приобретена до 1868 года; вторая мыза Савольщино, площадью 668 десятин, принадлежала статскому советнику Г. Г. Яковлеву, она была приобретена в 1881 году за 16 000 рублей; третья мыза Савольщино площадью 773 десятины принадлежала графине Е. М. Сиверс, она была приобретена до 1868 года, мельница сдавалась в аренду. Кроме того, имение Савольщина на отписной земле площадью 100 десятин принадлежало наследникам надворного советника И. О. Оношко, оно было приобретено в 1878 году за 2293 рубля, а пустошь Савольщина площадью 400 десятин принадлежала баронессе М. И. Рауш фон Траубенберг, она была приобретена в 1885 году за 12 000 рублей, портерную и мелочную лавку хозяйка сдавала в аренду.
В конце XIX века деревня административно относилась к Медушской волости 2-го стана Петергофского уезда Санкт-Петербургской губернии, в начале XX века — 3-го стана. По приходским данным население деревни было смешанным — финско-русским.
К 1913 году количество дворов уменьшилось до 12, а деревня называлась Совольщина 1-я.
С 1917 по 1923 год деревня входила в состав Савольщинского сельсовета Медушской волости Петергофского уезда. Деревня состояла из трёх частей: Савольщина 1, Савольщина 2, Савольщина 3.
С 1923 года в составе Троцкого уезда.
С 1924 года в составе Верхнего сельсовета.
С 1926 года вновь в составе Савольщинского сельсовета. Согласно данным переписи населения СССР 1926 года в деревне Савольщино I проживали 37 человек — все русские; в деревне Савольщино II проживали 105 человек — большинство русские, а также финны и эстонцы; в деревне Савольщино III проживали 176 человек — большинство русские, а также финны и эстонцы.
С февраля 1927 года в составе Гостилицкой волости. С августа 1927 года в составе Ораниенбаумского района.
С 1928 года в составе Центрального сельсовета. В 1928 году население деревни Савольщина составляло 317 человек.

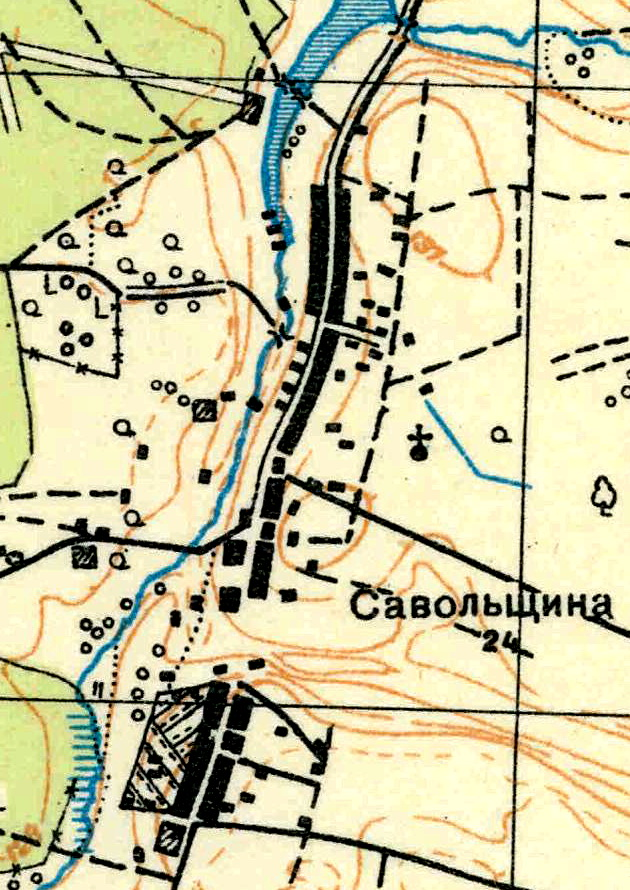
План деревни Савольщина. 1930 год

Согласно топографической карте 1930 года деревня насчитывала 24 двора, в центре деревни находилась часовня.
По данным 1933 года в состав Центрального сельсовета Ораниенбаумского района входили деревни Савольщено I, Савольщено II и Савольщено III.
Деревня была освобождена от немецко-фашистских оккупантов 28 января 1944 года.
С 1960 года в составе Лопухинского сельсовета.
С 1963 года в составе Гатчинского района.
С 1965 года вновь в составе Ломоносовского района. В 1965 году население деревни Савольщина составляло 66 человек.
По данным 1966, 1973 и 1990 годов деревня Савольщина также входила в состав Лопухинского сельсовета.
В 1997 году в деревне Савольщина Лопухинской волости проживали 15 человек, в 2002 году — 28 человек (русские — 78 %), в 2007 году — 10.

## География
Деревня расположена в юго-западной части района к западу от автодороги 41К-026 (Лопухинка — Шёлково), к югу от административного центра поселения, деревни Лопухинка.
Расстояние до административного центра поселения — 7 км.
Расстояние до ближайшей железнодорожной станции Копорье — 39 км.
Через деревню протекает река Воронка.

## Демография
| 1862 | 2002 | 2007 | 2010 | 2017 |
| ---- | ---- | ---- | ---- | ---- |
| 297  | ↘28  | ↘10  | ↗30  | ↘11  |

## Улицы
Озёрная.